# Louge
De Louge is een Zuid-Franse rivier.

## Bron en loop
De Louge heeft een lengte van 100,1 km. De rivier ontspringt op het plateau van Lannemezan in het departement Haute-Garonne en vloeit bij Muret, in hetzelfde departement, in de Garonne.

## Plaatsen aan de Gesse
Le Fousseret, Franquevielle, Bois-de-la-Pierre, Aulon, Aurignac, Le Cuing, Bachas, Carbonne, Cardeilhac, Cassagnabère-Tournas, Loudet, Saint-Hilaire, Saint-Ignan, Montoulieu-Saint-Bernard, Montoussin, Saint-Lary-Boujean, Lafitte-Vigordane, Muret, Lalouret-Laffiteau, Mondavezan, Lécussan, Lescuns, Peyrouzet, Peyssies, Lodes, Saux-et-Pomarède, Sédeilhac, Terrebasse, Saint-Plancard, Saint-Marcet, Le Fauga, Lherm, Longages, Les Tourreilles, Gratens, Villeneuve-Lécussan, Francon, Larcan, Benque, Marignac-Lasclares, Lavernose-Lacasse, Alan, Boussan, Saint-Élix-le-Château, Berat

## Zijrivieren van de Louge
- Nère : 33,3 km
- Aussau : 11,9 km
- Rabé : 10,3 km
- Peyre : 10,4 km

- Système universitaire de documentation: 050209116
- Virtual International Authority File: 4163148574311424430005